# Thy Messenger
Thy Messenger – dziesiąty minialbum studyjny polskiego deathmetalowego zespołu Vader. Wydawnictwo ukazało się 31 maja 2019 roku nakładem wytwórni muzycznej Nuclear Blast.

## Lista utworów
| Nr | Tytuł utworu                   | Długość |
| -- | ------------------------------ | ------- |
| 1. | „Grand Deceiver”               | 2:14    |
| 2. | „Litany”                       | 3:09    |
| 3. | „Emptiness”                    | 2:38    |
| 4. | „Despair”                      | 1:18    |
| 5. | „Steeler” (Judas Priest cover) | 4:04    |
|    |                                | 13:23   |

## Twórcy albumu
- Piotr „Peter” Wiwczarek – gitara, śpiew
- Marek „Spider” Pająk – gitara
- Tomasz „Hal” Halicki – gitara basowa
- James Stewart – perkusja